# Madelon Vriesendorp
Madelon Vriesendorp (Bilthoven, provincia de Utrecht; 1945) es una pintora, escultora y coleccionista neerlandesa. En 1975 fue una de las fundadoras de la Office for Metropolitan Architecture (OMA) junto a Rem Koolhaas, Elia Zenghelis y Zoe Zenghelis.
Vriesendorp es considerada una figura central en la producción de ideas y discursos arquitectónicos, señala Eva Franch i Gilabert que desde 2018 a 2020 dirigió la Escuela de Arquitectura de la Architectural Association en Londres.

## Biografía
La madre de Madelon fue la reconocida escritora y feminista (Wilhelmina Eybergen, (1911-1977) conocida como Harriët Freezer y su padre Maurice Vriesendorp (1909-2005) era editor. Madelon nació en 1945 en Bilthoven. Estudió bellas artes en la Gerrit Rietveld Academie de Amsterdam en 1964 y en 1969 en la Escuela de Arte Saint Martin de Londres.
En los años 70 Madelon y su entonces marido Rem Koolhaas se trasladaron a Nueva York fascinados por la cultura americana.
En 1975 fue cofundadora junto a Rem Koolhaas, Elia y Zoe Zenghelis de la Office for Metropolitan Architecture (OMA). Madelon ha explicado que tener hijos limitó su participación. “Realmente no trabajé para ellos. Los muchachos hacían los dibujos, las mujeres los coloreaban. Podíamos criticarlos y tomar decisiones sobre el color. Pero siempre estaba haciendo mis propias cosas también”.
Entre 1982 y 1992 Vriesendorp fue profesora de la Architectural Association
En 2008 la Architectural Association (AA) organizó una retrospectiva titulada The World of Madelon Vriesendorp : Paintings/Postcards/Objects/Games comisariada por el director del programa cultural Shumon Basar y el teórico Stephan Trüby, la muestra consistió en aguafuertes, acuarelas, gouaches y óleos junto a su colección de objetos, postales, baratijas y maquetas de cartón. La exposición, que reivindicó su trabajo contra el olvido, viajó a Berlín, la Bienal de Arquitectura de Venecia y al Museo Suizo de Arquitectura de Basilea con un catálogo con contribuciones de su colaborador de muchos años, el crítico, teórico y diseñador Charles Jencks , su hija, Charlie Koolhaas, la arquitecta Zaha Hadid, Beatriz Colomina, Douglas Coupland, Hubert Damisch, Teri Wehn-Damisch, Hans Ulrich Obrist, Brett Steele y Fenna Haakma Wagenaar.
Su obra de arte más grande fue un mural (1987-2015) en la torre del escenario del Nederlands Dans Theater en La Haya, sin embargo, en 2015 el edificio y el mural fueron demolidos.
En 2017 obtuvo el Ada Louisa Huxtable Prize. En el discurso de aceptación hizo referencia a favor de las mujeres que no han sido reconocidas por su trabajo. Habló del #MeToo describiendo los "pellizcos en el trasero" y los "avances torpes" y de las "mujeres que se borraron del guión... invisibles a los ojos desnudos y ambiciosos que se promocionan a sí mismos".
Los trabajos de Vriesendorp forman parte de varias colecciones de arte públicas, entre ellas el Museo de Arte Moderno (MoMA), y el Centro FRAC.

## Ilustraciones de Delirious New York (1978)
Vriesendorp es autora de las imágenes utilizadas en el libro Delirious New York publicado por Rem Koolhaas en 1978. Entre ellas la portada icónica de una imagen del edificio Chrysler y el Empire State Building en la cama, siendo observados por el Rockefeller Center corresponden a una serie que Vriesendorp dibujó y que Koolhaas utilizó para su libro, ha explicado la artista lamentando que su firma se ha perdido en los créditos. Las ilustraciones toman prestada la imaginación onírica del legado surrealista y del Pop Art

Fue a principios de la década de 1970. Rem [Koolhaas] estaba muy interesado en el futuro, y yo estaba interesado en el pasado, cómo era el pasado. Eso dividió mucho nuestras colecciones: sus postales de Nueva York y mis recuerdos de Americana. Ya había hecho una pintura de Lady Liberty [de la Estatua de la Libertad] cayendo de espaldas sobre Nueva York mientras vivíamos en Ithaca, al norte del estado de Nueva York. En Manhattan, comencé las pinturas de los edificios en la cama juntos. En la década de 1930, los edificios Empire State y Chrysler se estaban construyendo y competían: ¿cuál sería el más alto? Ambos fueron importantes en la historia de Rem sobre el comienzo del rascacielos. Me llamó la atención que el Empire State era masculino, y el edificio Chrysler estaba algo adornado con muchas joyas y pequeños detalles que eran muy femeninos. Existe un fenómeno en el que las personas se enamoran de objetos inanimados llamado “Afección de objetos”. Por ejemplo, una mujer se enamoró del Muro de Berlín. Si esto fuera posible, entonces, los objetos inanimados también deberían poder enamorarse unos de otros. Hice un montón de pequeños bocetos con el Empire State y el Chrysler en la cama juntos, entonces, dijo Rem, "La modernidad tiene que llegar". Así que me obligó a poner el Rockefeller Center en escena, sorprendiendo a los otros dos en el acto. Se trata de relaciones.
Madelon Vriesendorp

## Vida personal
Madelon vive en Londres. Ha estado casada con el arquitecto Rem Koolhaas. Se divorciaron en 2012. Tienen una hija, la fotógrafa Charlie Koolhaas y un hijo, Thomas Koolhaas, cineasta. Su hermana Huberte Vriesendorp es escritora de literatura infantil y traductora.

## Premios y reconocimientos
- 2017 Premio Ada Louisa Huxtable Prize, premio que otorgan las publicaciones inglesas The Architectural Review y The Architects’ Journal.[6]